# Caggtus Leipzig

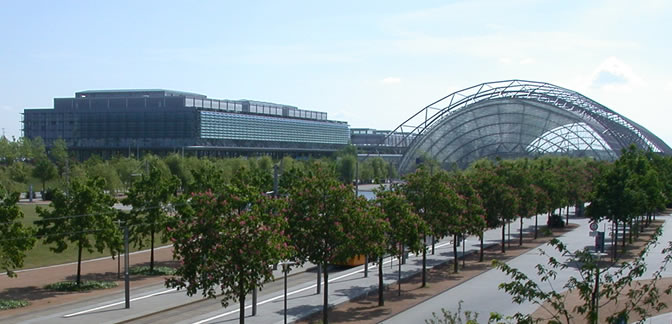
Das Gelände der Leipziger Messe

Caggtus Leipzig (Eigenschreibweise CAGGTUS Leipzig) ist ein Gaming-Event, das seit 2023 jährlich in Leipzig als eine Mischung aus Gaming-Entertainment, LAN-Party und Messe für  interaktive Unterhaltung, Infotainment, Hardware und Entertainment sowie Computerspiele stattfindet. Die während der Veranstaltung stattfindende LAN-Party ist die größte Veranstaltung dieser Art in Deutschland. Die CAGGTUS Leipzig ist eine Veranstaltung der Leipziger Messe GmbH und soll die langjährige Tradition der Gaming-Festivals auf der Leipziger Messe wie die der Games Convention und der DreamHack Leipzig fortführen.

## Name

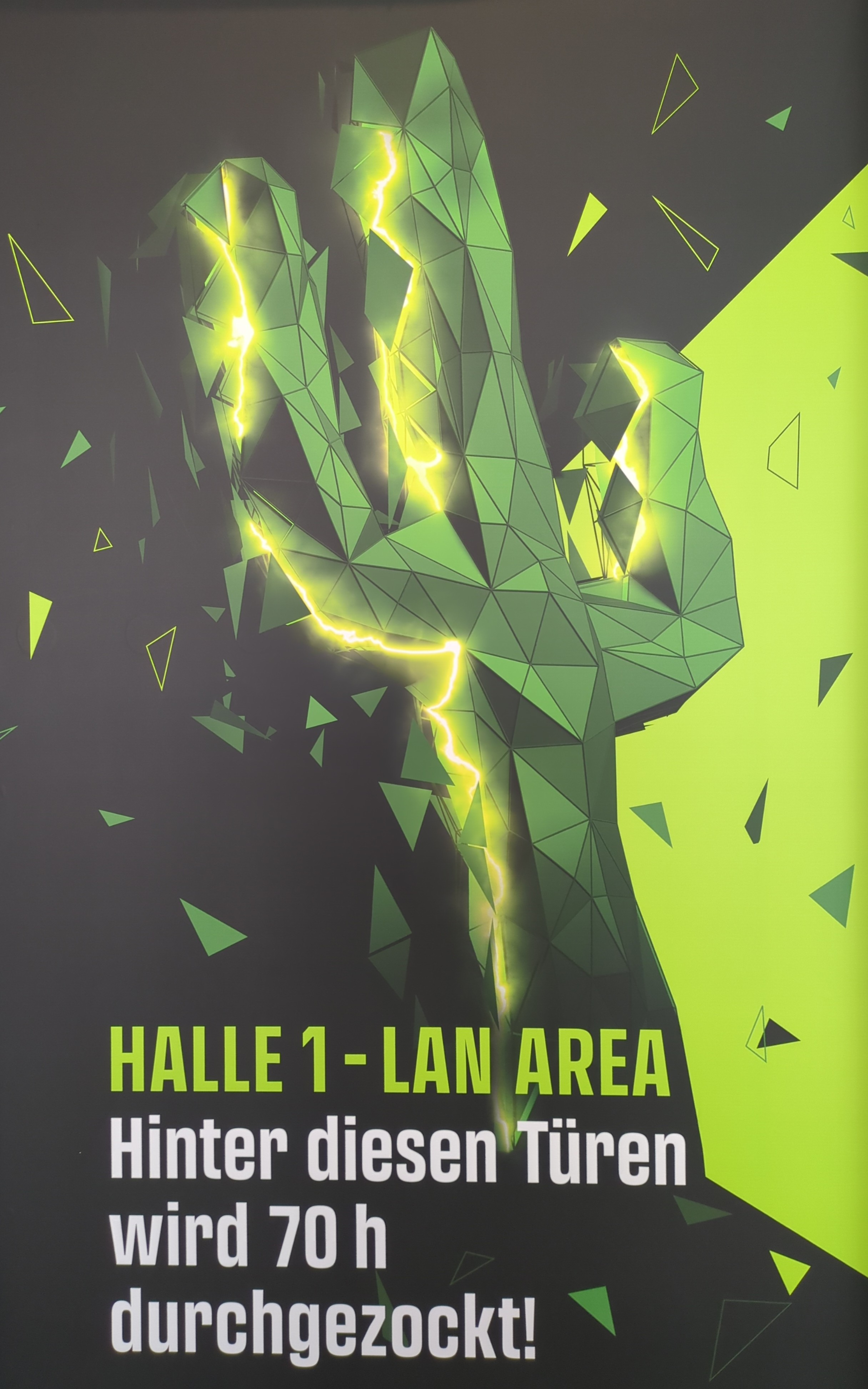
Caggtus LAN Area 2024

Der Name des Events ist laut Veranstalter hergeleitet von einem Kaktus, der als beliebtes Accessoire vieler Spieler beim  Vorgänger-Festival DreamHack Leipzig neben die Rechner gestellt wurde. Das GG wird anerkennend für „Good Game“ verwendet und findet sich daher in der Bezeichnung „CAGGTUS“ wieder.

## Geschichte
Nach dem von Besuchern, der Stadt Leipzig und Teilen der Medien teilweise stark kritisierten Abzug der Games Convention im Jahr 2008 und dem Ende der DreamHack Leipzig im Jahr 2021 entschloss sich der Veranstalter die Leipziger Gaming-Tradition mit der CAGGTUS Leipzig, laut eigener Aussage, als „Gaming-Festival von der Community für die Community“ fortzuführen und 2023 neu aufleben zu lassen. Der Zutritt zur CAGGTUS Leipzig ist ab 12 Jahren für alle Bereiche möglich, ausgenommen der LAN-Party, bei der das Mindestalter 18 Jahre beträgt.

### 2023
Die erste Veranstaltung fand vom 14. bis 16. April 2023 in zwei Messehallen der Leipziger Messe statt. Neben einer Stream Area und einer Entertainment Area inklusive einer Freeplay Area, mit für die Besucher frei nutzbaren Spielstationen, der 20. Deutschen Casemod-Meisterschaft, einer Retro Area mit Konsolen und Heimcomputern sowie einer Event Stage, auf der unter anderem ein Cosplay-Contest stattfand, wurde in einer weiteren Halle eine 68 Stunden dauernde LAN-Party mit 1500 Teilnehmern veranstaltet. Diese LAN-Party ist die größte Veranstaltung dieser Art in Deutschland. Neben den Gamern und 14.800 Besuchern nahmen mehr als 180 akkreditierte Content Creator sowie über 450 Journalisten und Medien-Fachleute an der CAGGTUS teil.

### 2024
Die zweite CAGGTUS Leipzig fand vom 5. bis zum 7. April 2024 statt. Neben dem bereits bekannten Konzept von 2023 gab es eine Recruiting Area, in der sich potenzielle Arbeitgeber wie beispielsweise DHL oder Envia den Besuchern vorstellen, eine Panel Stage für Einblicke und den Austausch über die Gaming-Kultur sowie Spieltische für Pen-&-Paper-Rollenspiele. Auf dem Indie Ground, der vom Games und XR Mitteldeutschland e.V. und Ur-Krostitzer gesponsort wurde, stellten sich 22 Indie Studios vor. Darüber hinaus nahmen mehr als 270 Content Creator mit einer Reichweite von weit über 8 Millionen Followern teil. Für die in diesem Jahr 70 Stunden dauernde LAN-Party wurde mit Stand Dezember 2023 mit 1600 Teilnehmern geplant, wobei laut Veranstalter bereits vor dem offiziellen Start des Vorverkaufs rund ein Drittel der Plätze reserviert wurden und das Kontingent innerhalb der ersten Woche des Ticketverkaufs bereits zweimal erweitert werden musste. An der LAN-Party nahmen 1900 Spieler teil, die um Preisgelder von 20.000 Euro spielten. Die gesamte Veranstaltung hatte 17.300 Besucher.

### 2025
Im Jahr 2025 ist die Veranstaltung auf den 11. bis 13. April terminiert, die LAN-Party beginnt bereits am 10. April.

## Partner und Sponsoren
Veranstaltungspartner der Leipziger Messe GmbH ist die Wirtschaftsförderung Sachsen GmbH, die sich 2024 an der Indie Area und der Recruiting Area beteiligt hat.
Als Hauptpartner der CAGGTUS Leipzig tritt von Beginn an Samsung Electronics sowie, wie schon bei der DreamHack, Schenker Technologies/XMG und Red Bull auf. Weitere Partner und Sponsoren sind der Computerhardware Versandhändler Caseking, die Schweizer Entwickler des Landwirtschafts-Simulators Giants Software, die Begründer der World Wide Championship of LAN-Gaming und Veranstalter der Deutschen Casemod Meisterschaft PlanetLAN sowie Envia Mitteldeutsche Energie, Ubisoft, Webedia, GISA, Zetti, Ur-Krostitzer, Backforce, JBL, SB Möbel Boss, Riot Games und AMD.
Als Medienpartner treten, ebenfalls seit der Erstveranstaltung im Jahr 2023, die Magazine GameStar, GameStar Tech, GamePro und MeinMMO auf, die während der Veranstaltung ein 160 Quadratmeter großes Studio betrieben und die mit dem Streaming-Format Find Your Next Game (FYNG) täglich von 10:00 bis 18:00 Uhr auf Sendung waren.